# Claudia Effenberg (Model)
Claudia Effenberg (geb. Köhler; * 20. September 1965 in Halingen, heute Menden, Nordrhein-Westfalen), bekannt durch die Ehe mit Stefan Effenberg, ist ein deutsches Model und Spielerfrau.

## Leben
Claudia Köhlers Vater war Koch und Gastwirt. Als sie 12 Jahre alt war, ließen sich die Eltern scheiden. Sie blieb bei der Mutter, ihre ältere Schwester beim Vater. Mit 17 Jahren gewann Köhler einen Model-Contest. Mit 19 Jahren gab sie ihre Stelle als Zahnarzthelferin in Menden auf und zog nach München, um dort als Model zu arbeiten. Sie war unter anderem auf dem Cover der deutschen Vogue, der Elle und 2007 als Nacktmodel für erotische Fotos im Männermagazin Matador zu sehen. Ebenfalls war sie für Werbekampagnen, wie die der Deutschen Bahn, tätig.
1986 war sie mit dem Komiker Otto Waalkes liiert. Ab 1997 war Köhler mit dem Fußballspieler Thomas Strunz verheiratet, nahm seinen Namen an und hat mit ihm zwei Kinder. 2002 begann sie ein Verhältnis mit Strunz’ FC-Bayern-Teamkollegen Stefan Effenberg, die Strunz trennten sich im gleichen Jahr. 2004 heiratete sie Effenberg. 2014 trennte sich das Paar kurzzeitig und kam später wieder zusammen. Die Familie lebte in der Nähe von München.
Im Jahr 2007 wirkte sie neben Giulia Siegel und Maja von Hohenzollern, inzwischen mit Stefan Effenberg verheiratet, in der Doku-Soap Der Club der Ex-Frauen auf RTL II mit. Von den gedrehten sechs Folgen wurden zunächst jedoch nur zwei ausgestrahlt; Grund für die Absetzung der wöchentlichen Sendung war ein Marktanteil von nur 1,8 %. Die übrigen vier Folgen wurden im November 2008 vormittags gesendet. Bereits ab Oktober 2008 folgte die sechsteilige Doku-Soap Effenbergs Heimspiel, die ebenfalls unter Zuschauermangel litt. Effenberg hatte 2009 einen Cameo-Auftritt in Hape Kerkelings Film Horst Schlämmer – Isch kandidiere!. Sie ist außerdem für die deutsche Bekleidungsfirma Trigema als Designerin tätig. Unter ihrem Namen kreiert sie Sportmode. Im Februar 2010 veröffentlichte Claudia Effenberg ein Buch mit dem Titel Eigentlich bin ich ja ganz nett.
Mitte August 2014 nahm Effenberg an Promi Big Brother: Das Experiment teil und erreichte den zweiten Platz (hinter Aaron Troschke). Im Oktober 2014 kochte sie bei Grill den Henssler, im Dezember begleitete sie die Shopping Queen Jess aus Berlin beim Shoppen in Guidos Shopping Queen des Jahres. Im Dezember 2015 nahm sie an der Sendung Mein Lokal, Dein Lokal Promi-Spezial teil. Im Januar 2017 beteiligte sie sich an Duell der Stars – Die Sat.1 Promiarena. Dabei trat sie mit Jorge González und Sila Sahin gegen die ehemaligen Fußballer Stefan Effenberg, David Odonkor und Thorsten Legat an. Im September 2017 trat sie in der Show The Taste mit Mousse T. und Frank Rosin in einem Team gegen andere Prominente an. Im Mai 2021 unterlag sie Carmen Geiss in der ProSieben-Show Schlag den Star. Effenberg war Teilnehmerin der im Januar 2023 angelaufenen 16. Staffel der Dschungelshow Ich bin ein Star – Holt mich hier raus!. Sie wurde von den Zuschauern auf den siebten Platz gewählt.

## Fernsehauftritte
- 2007: Der Club der Ex-Frauen (Doku-Soap)
- 2008: Effenbergs Heimspiel (Doku-Soap)
- 2014: Promi Big Brother (Reality-Show)
- 2014: Grill den Henssler (Koch-Show)
- 2014: Shopping Queen (Doku-Soap)
- 2015: Mein Lokal, Dein Lokal Promi-Spezial (Koch-Show)
- 2017: Duell der Stars – Die Sat.1 Promiarena (Spiel-Show)
- 2017: The Taste (Koch-Show)
- 2021: Schlag den Star (Spiel-Show)
- 2023: Ich bin ein Star – Holt mich hier raus! (Reality-Show)
- 2025: Most Wanted – Wer entkommt? (Adventure-Reality-Show)

## Werke
- Eigentlich bin ich ja ganz nett; Knaur-Taschenbuch-Verlag, 2010; ISBN 3-426-78332-0